# Словенія на Чемпіонаті світу з водних видів спорту 2015
Словенія взяла участь у Чемпіонаті світу з водних видів спорту 2015, який пройшов у Казані (Росія) від 24 липня до 9 серпня.

## Плавання на відкритій воді
Одна словенська спортсменка  кваліфікувалася на змагання з плавального марафону на відкритій воді.
| Спортсменка | Дисципліна | Час       | Місце |
| ----------- | ---------- | --------- | ----- |
| Шпела Перше | 5 км       | 59:59.7   | 16    |
| Шпела Перше | 10 км      | 1:59:38.3 | 23    |

## Плавання
Словенські плавці виконали кваліфікаційні нормативи в дисциплінах, які наведено в таблиці (не більш як 2 плавці на одну дисципліну за часом нормативу A, і не більш як 1 плавець на одну дисципліну за часом нормативу B):
Чоловіки
| Спортсмен          | Дисципліна            | Попередній заплив | Попередній заплив | Півфінал        | Півфінал        | Фінал           | Фінал           |
| Спортсмен          | Дисципліна            | Час               | Місце             | Час             | Місце           | Час             | Місце           |
| ------------------ | --------------------- | ----------------- | ----------------- | --------------- | --------------- | --------------- | --------------- |
| Мартін Бау         | 400 м вільним стилем  | 3:51.44           | 28                | Н/Д             | Н/Д             | Завершив виступ | Завершив виступ |
| Мартін Бау         | 800 м вільним стилем  | 8:04.11           | 27                | Н/Д             | Н/Д             | Завершив виступ | Завершив виступ |
| Мартін Бау         | 1500 м вільним стилем | 15:22.80          | 24                | Н/Д             | Н/Д             | Завершив виступ | Завершив виступ |
| Дамір Дугонджич    | 50 м брасом           | 26.70             | 3 Q               | 26.92           | 5 Q             | 27.23           | =5              |
| Дамір Дугонджич    | 100 м брасом          | 1:00.36           | 17                | Завершив виступ | Завершив виступ | Завершив виступ | Завершив виступ |
| Пітер Джон Стівенс | 50 м брасом           | 27.46             | 12 Q              | 27.50           | =12             | Завершив виступ | Завершив виступ |
| Роберт Жбогар      | 100 м батерфляєм      | 53.10             | 32                | Завершив виступ | Завершив виступ | Завершив виступ | Завершив виступ |
| Роберт Жбогар      | 200 м батерфляєм      | 1:58.55           | 23                | Завершив виступ | Завершив виступ | Завершив виступ | Завершив виступ |
| Роберт Жбогар      | 400 м комплексом      | 4:25.10           | 32                | Н/Д             | Н/Д             | Завершив виступ | Завершив виступ |

Жінки
| Спортсменка    | Дисципліна            | Попередній заплив | Попередній заплив | Півфінал         | Півфінал         | Фінал            | Фінал            |
| Спортсменка    | Дисципліна            | Час               | Місце             | Час              | Місце            | Час              | Місце            |
| -------------- | --------------------- | ----------------- | ----------------- | ---------------- | ---------------- | ---------------- | ---------------- |
| Настя Говейшек | 100 м вільним стилем  | 56.19             | 36                | Завершила виступ | Завершила виступ | Завершила виступ | Завершила виступ |
| Настя Говейшек | 50 м батерфляєм       | 26.54             | 18                | Завершила виступ | Завершила виступ | Завершила виступ | Завершила виступ |
| Настя Говейшек | 100 м батерфляєм      | 1:01.15           | 39                | Завершила виступ | Завершила виступ | Завершила виступ | Завершила виступ |
| Аня Клінар     | 400 м вільним стилем  | 4:08.57           | 10                | Н/Д              | Н/Д              | Завершила виступ | Завершила виступ |
| Аня Клінар     | 200 м батерфляєм      | 2:09.70           | 15 Q              | 2:08.52          | 10               | Завершила виступ | Завершила виступ |
| Аня Клінар     | 400 м комплексом      | 4:38.39           | 9                 | Н/Д              | Н/Д              | Завершила виступ | Завершила виступ |
| Гая Натлачен   | 200 м вільним стилем  | 2:02.32           | 39                | Завершила виступ | Завершила виступ | Завершила виступ | Завершила виступ |
| Гая Натлачен   | 1500 м вільним стилем | 16:24.83          | 11                | Н/Д              | Н/Д              | Завершила виступ | Завершила виступ |
| Тяша Одер      | 800 м вільним стилем  | 8:38.85           | 17                | Н/Д              | Н/Д              | Завершила виступ | Завершила виступ |
| Тяша Одер      | 1500 м вільним стилем | 16:31.22          | 15                | Н/Д              | Н/Д              | Завершила виступ | Завершила виступ |
| Таня Шмід      | 200 м брасом          | 2:28.64           | 24                | Завершила виступ | Завершила виступ | Завершила виступ | Завершила виступ |
| Тьяша Возел    | 50 м брасом           | 32.00             | 32                | Завершила виступ | Завершила виступ | Завершила виступ | Завершила виступ |
| Тьяша Возел    | 100 м брасом          | 1:09.27           | 31                | Завершила виступ | Завершила виступ | Завершила виступ | Завершила виступ |